# Nam Song-chol
Nam Song-chol (ur. 7 maja 1982 w Pjongjang) – północnokoreański piłkarz występujący na pozycji obrońcy w klubie April 25.

## Kariera
Nam Song-chol od początku swojej kariery związany jest z klubem April 25. W 2003 roku zadebiutował w reprezentacji Korei Północnej. Został powołany do kadry na Mistrzostwa świata 2010.